# Neykkarappatti
Neykkarappatti è una suddivisione dell'India, classificata come census town, di 9.912 abitanti, situata nel distretto di Salem, nello stato federato del Tamil Nadu. In base al numero di abitanti la città rientra nella classe V (da 5.000 a 9.999 persone).

## Geografia fisica
La città è situata a 11° 38' 26 N e 78° 07' 29 E.

## Società

### Evoluzione demografica
Al censimento del 2001 la popolazione di Neykkarappatti assommava a 9.912 persone, delle quali 5.068 maschi e 4.844 femmine. I bambini di età inferiore o uguale ai sei anni assommavano a 1.199, dei quali 643 maschi e 556 femmine. Infine, coloro che erano in grado di saper almeno leggere e scrivere erano 5.206, dei quali 3.174 maschi e 2.032 femmine.